# Faustos Buzand
Faustos Buzand (arménsky: Փաւստոս Բուզանդ), též Faustos Byzantinec, byl arménský historik 5. století. Jeho Dějiny Arménů (Patmutʿiwn Hayoc, také známé jako Buzandaran Patmut'iwnk) jsou rozděleny do čtyř dílů, přičemž očíslovány jsou nikoli 1-4, ale 3-6, což je zřejmě omyl pozdějšího redaktora rukopisu. Kniha popisuje události z vojenského, společensko-kulturního a politického života Arménie 4. století (přesněji z let 330 až 387). Faustos podrobně popisuje vládu Aršaka II. a jeho syna Papa. Zvláště rod Mamikonjanů vykresluje jako hrdinné obránce Arménie. Identita autora zůstává nevyřešena, je považován buď za Arména nebo Řeka. Přídomek Buzand je buď interpretován jako „byzantský“, nebo alternativně jako „skladatel eposů“. Faustův údajný byzantský původ byl zpochybněn dalším raným arménským historikem Lazarem Parpecim, který tvrdil, že kniha připisovaná Faustovi má příliš nízkou kvalitu na to, aby byla dílem byzantského vzdělance. Tento názor sdílela většina pozdějších arménských historiků. Není jistý ani původní jazyk díla, jež je známé jen z pozdějších opisů.